# Nemesis Kid
Nemesis Kid è l'alias di Hart Druiter, un super criminale dei fumetti DC Comics. Hart vive nel futuro, proviene dal pianeta Myar ed è un nemico della Legione dei Super-Eroi. Creato da Jim Shooter, Nemesis Kid comparve per la prima volta in Adventure Comics n. 346 (luglio 1966).

## Biografia del personaggio
Nella sua prima comparsa, Hart Druiter divenne membro della Legione dei Super Eroi, insieme alla Principessa Projectra, Karate Kid e Ferro Lad. Si identificò come un nativo del pianeta Myar, il "Pianeta dell'Alchimia", e affermò di aver creato una pozione mistica che gli diede i suoi poteri. In realtà fu inviato come infiltrato nella Legione su richiesta dei Khund. Quando il suo inganno fu scoperto, tentò di far cadere la colpa su Karate Kid e quando fallì decise di fuggire.
Successivamente divenne un membro fondatore della Legione dei Supercriminali sotto Tarik il Muto. Quando l'incarnazione successiva della squadra invase il pianeta Orando sotto la sua guida, Nemesis Kid ingaggiò uno scontro singolo con Karate Kid. Prima che il combattimento finisse, Karate Kid si sacrificò perché i piani dei Supercriminali non fossero portati a compimento, occupandosi di Nemesis Kid con un singolo colpo. La vedova di Karate Kid, la Regina Projectra, attaccò Nemesis Kid con le sue illusioni, e anche se questi sviluppò un'immunità contro le sue illusioni, Projectra riuscì ad intimidirlo con la furia derivante dalla morte del proprio consorte (immobilizzandolo così che non potesse contrattaccare e/o prevenire concentrandosi per ottenere un nuovo potere) spezzandogli il collo, giustiziandolo invocando il privilegio reale come governante di Orando.
Almeno cinque anni dopo, Nemesis Kid fu resuscitato da Mordru, insieme ad ogni altro cadavere del XXX secolo, come parte del piano dello stregone di dominare l'universo. Il cadavere dell'ex super criminale riottenne i suoi poteri ma fu sconfitto e il suo corpo ridotto in cenere, presumibilmente per sempre.
Nelle sue comparse pre-Crisi, Nemesis Kid fu sconfitto in combattimento singolo solo tre volte. Duo Damsel riuscì a sconfiggerlo perché i suoi poteri non funzionarono sui suoi due corpi. Projectra riuscì a bloccare l'utilizzo dei suoi poteri intimidendolo ottenendo così la libertà di giustiziarlo ("Guardami negli occhi, zoticone!"). Come cadavere resuscitato, si dimostrò immune alle illusioni di Projectra, ma la Legionaria riuscì a rivoltare la sua forza contro di lui gettandolo in un incendio, incenerendo il suo cadavere.
Nemesis Kid non comparve nella nuova versione della Legione. Nella continuità della terza versione comparve in Supergirl e la Legione dei Super Eroi n. 22 come membro di un gruppo successivamente identificato come i Wanderers di Mekt Ranzz. Oltre al talento per l'hackeraggio dei computer, presumibilmente grazie al gene metaumano, non dimostrò nessuna abilità super umana.

## Poteri e abilità
Nemesis Kid possiede l'abilità super umana di sviluppare spontaneamente i poteri appropriati per sconfiggere ogni singolo avversario per la durata della battaglia, anche se contro più di un avversario o i suoi poteri funzionerebbero contro un singolo obiettivo, permettendogli di fuggire tramite il teletrasporto, o non funzionerebbero. In un esempio riportato in Karate Kid n. 1, dimostrò l'abilità di scegliere l'adattamento ma le sue scelte furono meno che azzeccate. In tutti gli altri casi, il suo potere in qualche modo "avvertì" che sarebbe stato più efficace contro un unico avversario e generò automaticamente un adattamento.
Nemesis Kid non manifestò mai nient'altro che il potere più diretto e di base per contrapporsi al suo avversario. Così, contro Superboy o Supergirl avrebbe ottenuto una forza superiore e una maggiore resistenza ai danni, piuttosto che l'abilità di emettere le radiazioni alla kryptonite. Contro Karate Kid ottenne abilità di combattimento superiori, e contro Projectra ottenne l'abilità di vedere oltre le sue illusioni. Il suo potere gli forniva quel poco necessario per sconfiggere l'avversario che aveva davanti. Così, mentre ottenere la super forza di Superman lo avrebbe aiutato a sconfiggere Projectra con la forza di un uomo normale, invece il suo potere gli diede solo l'abilità di ignorare le sue illusioni. Quindi, quando era possibile, andava in cerca dell'avversario più potente. I poteri di Nemesis Kid non gli diedero o non poterono offrirgli la completa immunità dai danni fisici causati dagli avversari. Quindi, sia Superboy che Karate Kid poterono ferirlo, e infatti Projectra riuscì ad ucciderlo. Il suo potere affermava semplicemente questo, se tutte le cose fossero rimaste uguali e lui avesse mantenuto il suo potere, avrebbe inevitabilmente vinto.
Non si seppe mai quali erano i limiti massimi dei suoi poteri, o se avessero mai potuto generare un adattamento abbastanza potente da potersi confrontare contro minacce cosmiche come l'Anti-Monitor, Monarch, Imperiex, o Mordru. Mentre non poté adattarsi per sconfiggere i robot, non si seppe mai se poteva adattarsi per sconfiggere le barriere passive come le prigioni, le navi spaziali e le armi montate sui veicoli che gli sparavano contro, o un avversario con più di un livello fisico (come sconfiggerli a scacchi, o hackerandoli al computer). Tuttavia, nonostante la sua natura criminale, chissà come passò l'abituale test della Legione del buon carattere dei candidati.
Nemesis Kid fu probabilmente un abile alchimista, e la magia è considerata un potere nel XXX secolo. Eppure, non mostrò mai l'abilità e/o l'interesse per la creazione di pozioni mistiche, o nella replicazione del siero che gli fornì i suoi poteri, in questo modo l'affermazione poteva essere una storia per coprire le vere origini dei suoi poteri (qualunque esse siano). Possedeva una conoscenza passiva della tecnologia del XXX secolo e una comprensione base di tattica e strategia.

## Altri media
Nemesis Kid comparve nell'episodio "The Karate Kid" della serie animata Legion of Super Heroes. A differenza della sua controparte dei fumetti, possedeva l'abilità inerente di annullare temporaneamente i poteri di chiunque, e fu un membro di un'unità speciale della Polizia Scientifica. L'origine e l'estensione dei suoi poteri non furono rivelati. Si unì alla Legione e la assistette nella cattura di Grimbor. Grimbor utilizzò un'arma che affermò essere stata ispirata dai poteri di Nemesis Kid e sembrò essere identica in effetti, ma se ci fu una connessione tra i due non fu rivelato. Presumibilmente ci fu un limite ai suoi poteri annullanti, in quanto la Legione non utilizzò Nemesis Kid negli incontri successivi anticipati contro Imperiex o Validus.